# Jennifer Rexford
Jennifer L. Rexford (* 1969 in Honolulu, Hawaii) ist eine US-amerikanische Informatikerin an der Princeton University.

## Leben
Rexford wuchs in den USA, Japan und Korea auf. Sie machte 1991 an der Princeton University einen Bachelor in Elektroingenieurwesen, an der University of Michigan 1993 einen Master in Elektroingenieurwesen und 1996 mit der Arbeit Tailoring router architectures to performance requirements in cut-through networks bei Kang G. Shin einen Ph.D. in Informatik. Nach acht Jahren an den AT&T Labs wechselte sie 2005 an die Princeton University. Hier ist sie (Stand 2021) Gordon Y. S. Wu Professor in Engineering.
Jennifer Rexford hat sich – zum Teil gemeinsam mit Lixin Gao und Nick Feamster – um die Entwicklung sicherer, effizienter und stabiler Protokolle (darunter das Border Gateway Protocol) für das Routing in großen Computernetzen (darunter das Internet) verdient gemacht. Weiterhin hat sie bedeutende Beiträge zur Software-defined-Networking-Initiative geleistet. Sie hat laut Google Scholar einen h-Index von 122, laut Datenbank Scopus einen von 85 (Stand jeweils August 2025).

## Auszeichnungen (Auswahl)
- 2004 Grace Murray Hopper Award[3]
- 2008 Fellow der Association for Computing Machinery[3]
- 2013 Mitglied der American Academy of Arts and Sciences[4][5]
- 2014 Mitglied der National Academy of Engineering[6]
- 2016 ACM Athena Lecturer Award[3]
- 2018 SIGCOMM-Preis[7]
- 2019 IEEE Internet Award[8]
- 2020 Mitglied der National Academy of Sciences[9]
- 2024 IEEE Alexander Graham Bell Medal